# Thomas N. Barnes

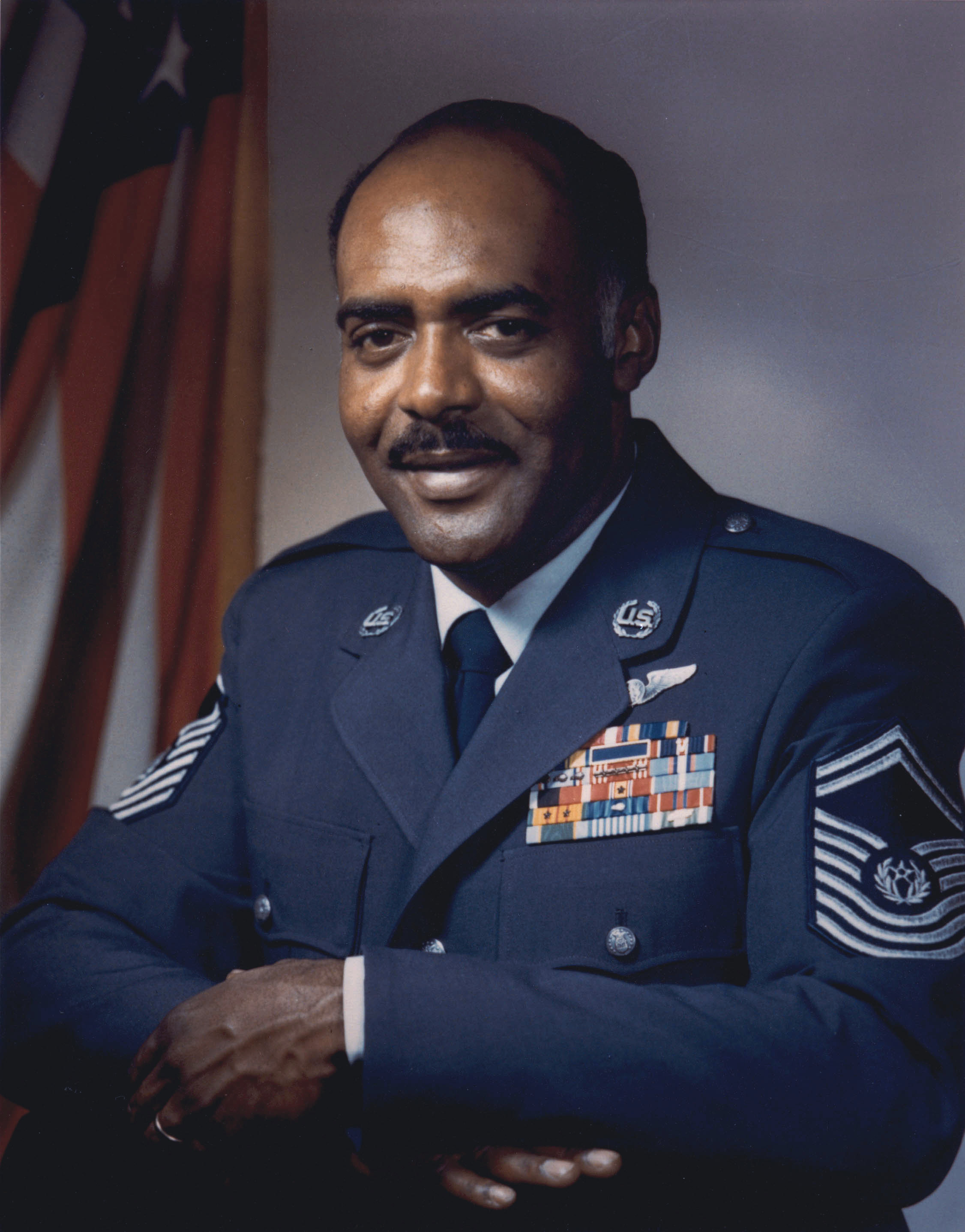
Thomas N. Barnes

Thomas N. Barnes (* 16. November 1930 in Chester; † 17. März 2003 in Sherman, Texas) war ein US-amerikanischer Soldat und der erste Afroamerikaner im Amt des Chief Master Sergeant of the Air Force (1973–1977).

## Leben und militärische Laufbahn
Barnes wuchs in Chester, Pennsylvania, auf. 1949 verpflichtete er sich bei der US Air Force und leistete die Grundausbildung in Texas auf der Lackland Air Force Base ab. Sein technisches Training fand im Chanute Technical Training Center in Illinois statt. Er diente zunächst in der 4th Troop Carrier Squadron der 62nd Troop Carrier Group die nach Beginn des im Koreakrieges im japanischen Ashiya stationiert wurde. Aus Personalmangel wurde er dort als Flugingenieur und Mechaniker für Hydraulik eingesetzt. Nach Kriegsende wurde Barnes auf verschiedenen Basen in den USA und Japan stationiert.
Während des Vietnamkrieges war Barnes vor allem Ausbilder und Berater, zunächst beim 3646th Pilot Training Wing, später im Headquarters Air Training Command (ab 1971) tätig. Am 1. Oktober 1973 wurde er zum CMSAF ernannt, seine zweijährige Dienstzeit wurde vom Chief of Staff, David C. Jones, zunächst um ein Jahr verlängert. Im Februar 1976 wurde er von Jones für ein weiteres Jahr ausgewählt, ein bis dato einmaliger Vorgang. Barnes war Senior Enlisted Advisor der Secretaries of the Air Force John L. McLucas und Thomas C. Reed, sowie der Chiefs of Staffs George S. Brown und David C. Jones. Am 1. Juli 1977 ging er in den Ruhestand.

## Privatleben
Barnes arbeitete nach seiner militärischen Laufbahn sieben Jahre als Personalmanager für die First National Bank in Fort Worth und wurde dann Vizepräsident für Personalfragen der Associates Corporation of North America. Nach seiner Pensionierung bei ACNA zog Barnes mit seiner Frau Marie nach Fannon County und züchtete Longhorn-Rinder auf einer Farm in Bonham. Er galt als großer Rodeo-Fan und gewann Titel im Team penning beim regionalen Kueckelhan Rodeo.
Thomas N. Barnes verstarb am 17. März 2003 an den Folgen eines Krebsleidens.

## Zitat
„I'd like to be remembered as a role model for people who believe they can't get there. It was an honor to have been chosen (as the CMSAF) on the basis of my qualifications, as opposed to my race or my gender.“

„Ich möchte als Vorbild für Menschen in Erinnerung bleiben, die glauben, sie könnten nie etwas erreichen. Es war eine Ehre (als CSMAF) ausgewählt zu werden, auf Basis meiner Qualifikation, im Gegensatz zu meiner Rasse oder meinem Geschlecht.“

## Ehrungen und Auszeichnungen
- Legion of Merit
- Meritorious Service Medal mit Eichenlaub
- Air Medal
- Air Force Commendation Medal
- Outstanding Airman of the Year
- National Aerospace Award[2]

- Gedenktafel auf dem Paradefeld der Lackland Air Force Base[3]
- Das Thomas N. Barnes Center for Enlisted Eduation der Air University und die Thomas N. Barnes Airman Leadership School der McConnell Air Force Base sind nach ihm benannt